# Valentin Paret-Peintre
Valentin Paret-Peintre (* 14. Januar 2001 in Annemasse) ist ein französischer Radrennfahrer.

## Sportlicher Werdegang
Als Junior gewann Valentin Paret-Peintre die Classique des Alpes Juniors 2019. Nach dem Aufstieg in die Klasse-U23 fuhr Paret-Peintre in den Jahren 2020 und 2021 für das U23-Team von AG2R. Gleich im ersten Jahr gewann er mit der dritten Etappe der Ronde de l’Isard sein erstes internationales Rennen.
Zur Saison 2022 wurde er in das UCI WorldTeam von AG2R übernommen. Mit dem Giro d’Italia absolvierte 2023 er seine erste Grand Tour und beendete diese als 37. der Gesamtwertung. 2024 fuhr er als Achter der Tour Down Under erstmals in die Top eines UCI WorldTour Etappenrennens, ehe er beim Giro d’Italia 2024 die Bergankunft der 10. Etappe aus einer Ausreißergruppe gewann.
Zur Saison 2025 wechselte Paret-Peintre zum Team Soudal Quick-Step. Bei der Tour of Oman gewann er die abschließende Bergankunft auf dem Jabal Al Akhdhar und setzte sich zudem in der Nachwuchswertung und Punktewertung durch. In der Gesamtwertung musste er sich nur dem Briten Adam Yates geschlagen geben. Bei seinem ersten Tour-de-France-Start gewann er die der 16. Etappe, eine Bergankunft am Mont Ventoux, nachdem er sich gegen die letzten Begleiter einer großen Ausreißergruppe durchsetzen konnte.

## Familie
Valentin Paret-Peintre ist der jüngere Bruder von Aurélien Paret-Peintre und Maéva Paret-Peintre, die ebenfalls Radsportler sind.

## Erfolge
2019
- Classique des Alpes (Junioren)

2020
- eine Etappe Ronde de l’Isard

2024
- eine Etappe Giro d’Italia

2025
- eine Etappe, Punktewertung und Nachwuchswertung Tour of Oman
- eine Etappe Tour de France

## Grand Tour-Platzierungen
| Grand Tour            | 2023 | 2024 | 2025 |
| --------------------- | ---- | ---- | ---- |
| Giro d’ItaliaGiro     | 37   | 16   | –    |
| Tour de FranceTour    | –    | –    | 41   |
| Vuelta a EspañaVuelta | –    | 45   | …    |